# Université George-Barițiu
L'université George-Barițiu est une université située à Brașov, en Roumanie, fondée en 2002.